# Ohnenheim
Ohnenheim je občina v departmaju Bas-Rhin francoske regije Alzacija.
Leta 1990 je v občini živelo 629 oseb oz. 52 oseb/km².